# Ivo Pešák
Ivo Pešák (ur. 7 września 1944 w Jaromierzy, zm. 9 maja 2011 w Pradze) – czeski pieśniarz i klarnecista, członek zespołów Banjo Band i Dýza Boys.

## Życiorys
W 1972 ukończył Konserwatorium w Pradze, przez trzy lata grał na klarnecie w orkiestrze symfonicznej w Podiebradach.
W Polsce znany był z tańca w piosence Ivana Mládka „Jožin z bažin”.
Pešák zmarł wskutek komplikacji po wszczepieniu pomostowania aortalno-wieńcowego.